# Ragionamento automatico
Il ragionamento automatico è un'area dell'informatica dedicata alla comprensione dei diversi aspetti del ragionamento al fine di creare dei programmi che permettano ai computer di ragionare in modo parzialmente o addirittura completamente automatico. L'area è considerata un sottocampo dell'intelligenza artificiale, sebbene abbia forti connessioni con l'informatica teorica e persino con la filosofia.
Le aree più sviluppate del ragionamento automatico sono la dimostrazione automatica di teoremi e il proof checking automatico, ma ulteriore lavoro è stato svolto nel ragionamento per abduzione e induzione, ragionamento incerto e non monotono.
Nel 2022 è stato sviluppato un benchmark unificato per la valutazione dei sistemi idonei al ragionamento matematico. Esso consiste di 140.000 domande relative a 23 attività in linguaggio naturale che si riferiscono a 4 dimensioni: diversità linguistica (nessun linguaggio, linguaggio semplificato), formato linguistico (risposte a domande), abilità matematiche (calcolo aritmetico) e conoscenza esterna (senso comune, fisica).